# Neige

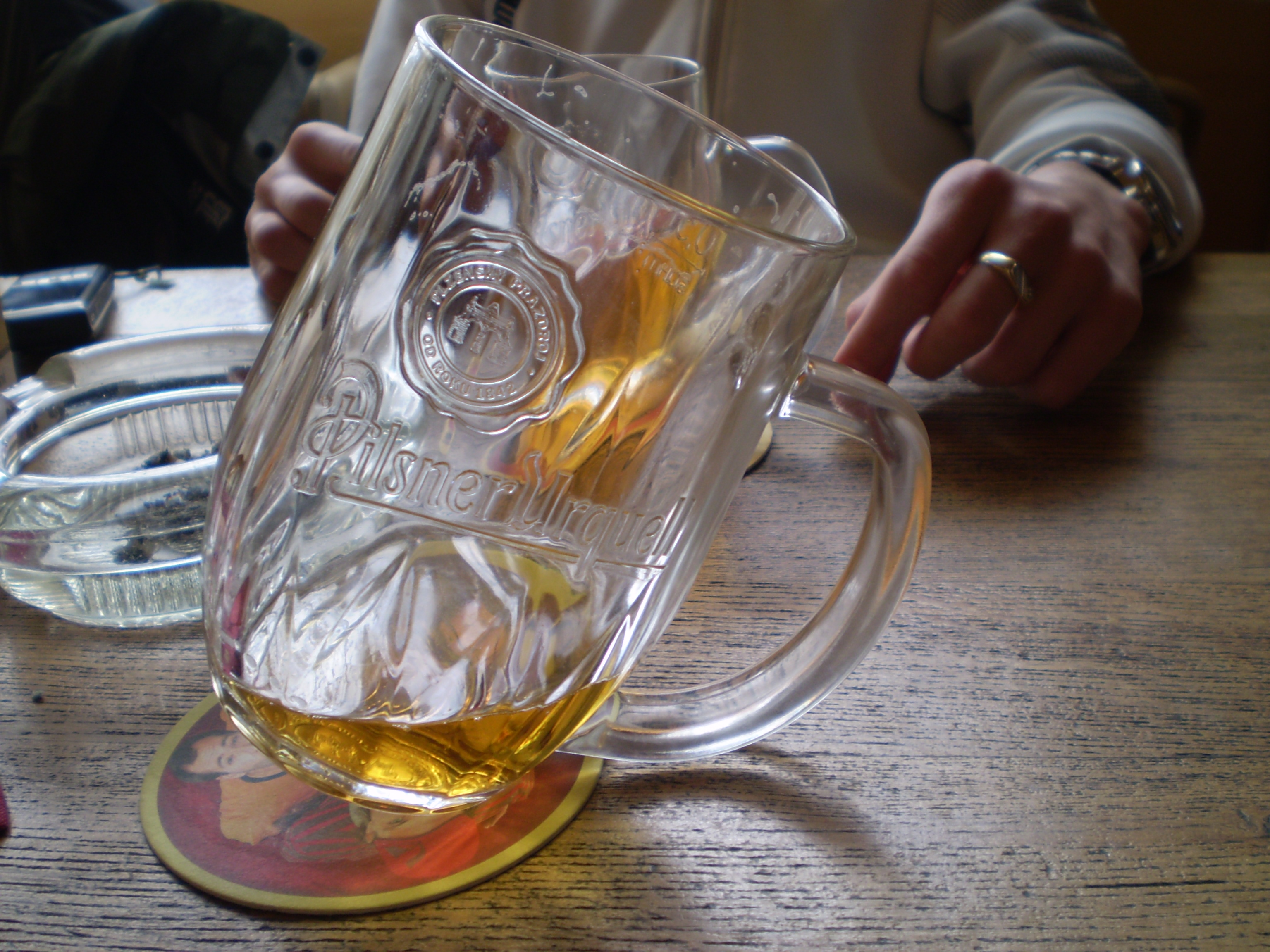
Neige in Bierglas

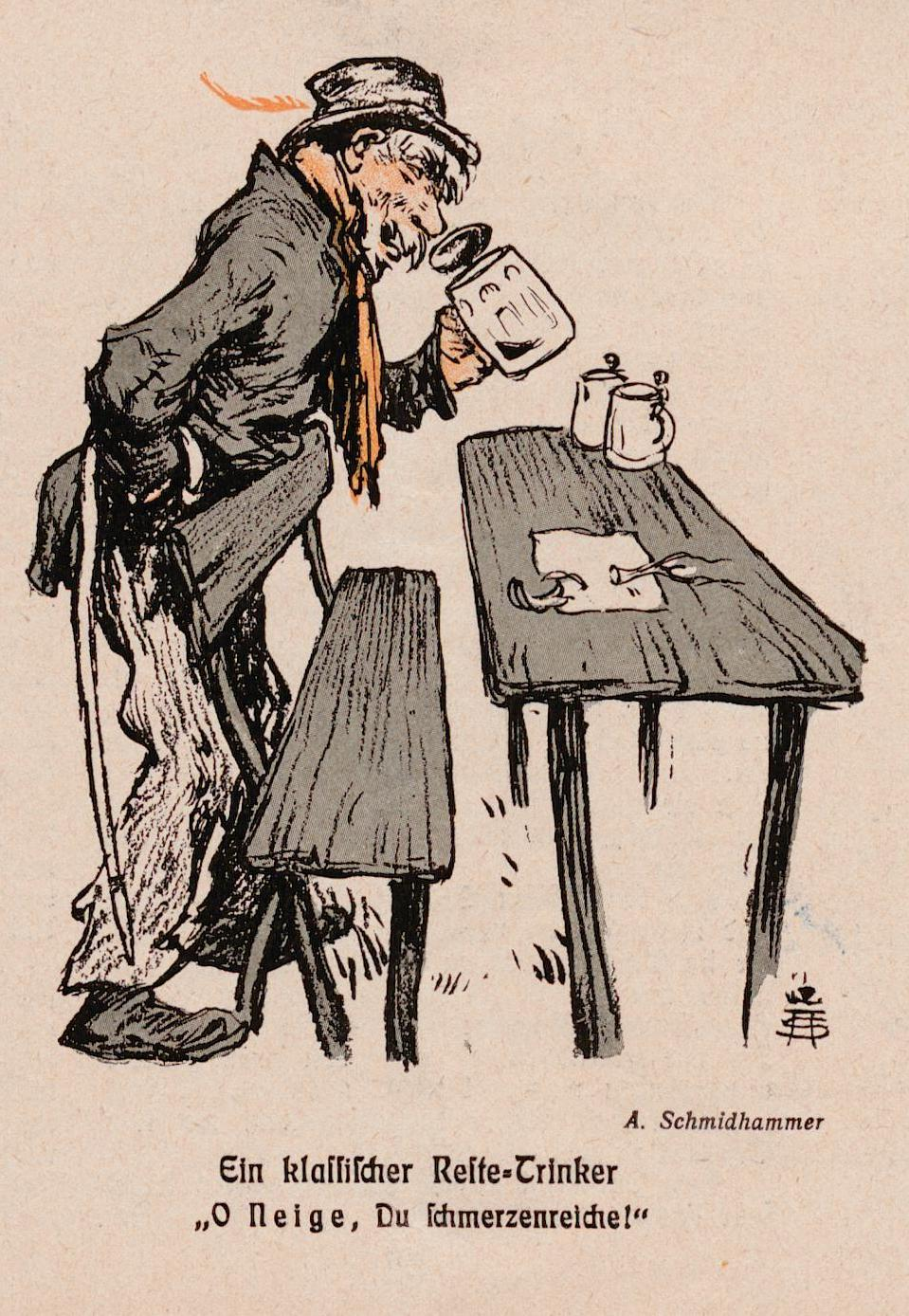
Karikatur eines Neigentrinkers von Arpad Schmidhammer mit Anspielung auf den Vers „Ach neige, du Schmerzensreiche“ aus Goethes Faust (1905)

Unter Neige versteht man im engeren Sinne entweder einen Zustand kurz vor der Leerung oder einen verbliebenen Rest selbst. Aus der Übertragung der „Neigung“ eines Gefäßes (beispielsweise eines Fasses), um auch die letzte Flüssigkeit entnehmen zu können, wurde die Tätigkeit des Neigens auf die verbliebene Flüssigkeitsmenge im Sinne eines Getränkerests übertragen. Im weiteren Sinne bezeichnet die Redewendung „zur Neige gehen“ alles, was kurz vor der Leerung oder seinem Ende steht, beispielsweise ein Zeitalter oder ein Geldbetrag.

## Neige als Getränkerest

### In Sprichwörtern
Da der Rest im Falle von Wein- oder Bierfässern durch sedimentierte Feststoffe (Hefen, Weinstein etc.) meist getrübt ist, wird Neige meist mit einer negativen Konnotation versehen (Die Gottlosen trinken die Neige aus). Daher wird in verschiedenen Trinksitten jenem das Recht auf einen frischen Antrunk beispielsweise bei einem Rundgesang und Trunk aus einem Trinkhorn zugestanden, der zuvor auch die schlechtere Neige austrank. Umgekehrt wurde sprichwörtlich, dass der Genuss des frischen Antrunks auch die Bürde der Neige begründe (Wer vom frischen getrunken, muß auch die Neigen trinken). Diese Sitte findet sich auch in makkaronischer Dichtung in einem Vers des sogenannten Zanower Rechts: Qui bibit ex neigas, de frischibus incipit ille. Bis zur bitteren Neige ist der Titel eines Romans von Johannes Mario Simmel, der 1975 verfilmt wurde. Er spielt auf eine Variation der Redewendung „Bis zum bitteren Ende“ an.

### In der Studentensprache
Die Neige in einem Trinkhorn, einem großen Trinkgefäß oder auch nur einem Trinkglas wird oft auch als „Rest“ bezeichnet. In der Studentensprache seit dem 18. Jahrhundert wird dem Trinken dieses Restes oder dieser Neige eine besondere rituelle Aufmerksamkeit zuteil, seit dem letzten Drittel des 19. Jahrhunderts ist in Ansehung der geringen Menge einer Neige und auch in Anlehnung an die geringe Wertigkeit des (trüben) Restes der feststehende Ausdruck „schäbiger Rest“ gebräuchlich. Bereits im Jus potandi des Richard Brathwaite (1616) wird das Austrinken der Neige mit Ritualen, zu singenden Abschiedsliedern oder speziellen Verpflichtungen für den Leertrinkenden verknüpft. Das Leertrinken der Neige wurde auch als Leertrinken „bis auf die Nagelprobe“ nach dem gleichnamigen Ritual bezeichnet.

### „Kannenglück“
Da ab dem 16. Jahrhundert auch in der Studentensprache große Trinkgefäße jeglicher Art allgemein auch als „Kanne“ (lat. canna: Rohr, Gefäß) bezeichnet wurden, verbreitete sich das Synonym „Kannenglück“ für die Neige, welches jedoch schon im niederdeutschen kannengluk belegt ist. Aus dieser Bezeichnung für die Neige eines Trinkgefäßes leitet sich auch Kanluk und Kannegeluk im Niederländischen, pot-luck im Englischen und sönnelykke im Dänischen ab. Im Trinkbrauch des sogenannten Hospitiums wird 1747 die hefehaltige Neige im Glas abfällig auch als „Philister“ bezeichnet, ebenso wie der verharzte Rest in einer ausgerauchten Tabakspfeife.

### In der Rechtsprechung
Mindestens seit dem 18. Jahrhundert sind Fälle dokumentiert, in denen der Verkauf von Bierresten aus Gläsern (Neigebier, Neigbier, Bierneigen oder Ständerlingsbier) vermischt mit neuem Bier bestraft wurde.

### Bezeichnungen in Dialekten
Im Fränkischen wird der schale, nicht mehr getrunkene letzte Schluck Bier im Glas regional auch als Naachla (der dem Wirt hinterlassene „Nachlass“) bezeichnet. Im altbayerischen Dialekt gibt es den Ausdruck Noagerlzuzler als despektierliche Bezeichnung für jemanden, der die abgestandenen Bierreste anderer Leute ausschlürft (= „auszuzelt“), sowie im übertragenen Sinn für Personen, die auf Almosen und milde Gaben angewiesen sind und dadurch der vermeintlich besseren Gesellschaft lästig sind.